# Nestor Oszczypko
Nestor Oszczypko (ur. 1936) – polski geolog, profesor Uniwersytetu Jagiellońskiego.

## Życiorys
W 1959 ukończył studia na Wydziale Geologiczno-Poszukiwawczym Akademii Górniczo-Hutniczej, doktorat uzyskał w Państwowym Instytucie Geologicznym w 1969. Habilitacja w Państwowym Instytucie Geologicznym w 1980, profesor Uniwersytetu Jagiellońskiego od 1991. Członek Polskiego Towarzystwa Geologicznego.
Kierownik Zakładu Geodynamiki i Geologii Środowiskowej Instytutu Nauk Geologicznych Uniwersytetu Jagiellońskiego. 
Członek komitetów redakcyjnych Przeglądu Geologicznego, Acta Geologica Polonica oraz Slovak Geological Magazine.